# Montmartin-le-Haut
Montmartin-le-Haut ist eine französische Gemeinde mit 64 Einwohnern (Stand 1. Januar 2022) im Département Aube in der Region Grand Est (vor 2016 Champagne-Ardenne). Sie gehört zum Arrondissement Bar-sur-Aube und zum Kanton Vendeuvre-sur-Barse.

## Lage
Montmartin-le-Haut liegt etwa 40 Kilometer ostsüdöstlich von Troyes.
Nachbargemeinden sind Puits-et-Nuisement im Westen und Norden, Magny-Fouchard im Norden und Osten sowie Longpré-le-Sec im Süden und Südwesten.

## Bevölkerungsentwicklung
| Jahr                       | 1962 | 1968 | 1975 | 1982 | 1990 | 1999 | 2006 | 2011 | 2019 |
| -------------------------- | ---- | ---- | ---- | ---- | ---- | ---- | ---- | ---- | ---- |
| Einwohner                  | 81   | 89   | 76   | 69   | 45   | 57   | 53   | 61   | 60   |
| Quellen: Cassini und INSEE |      |      |      |      |      |      |      |      |      |

## Sehenswürdigkeiten
- Kirche La Nativité-de-la-Notre-Dame

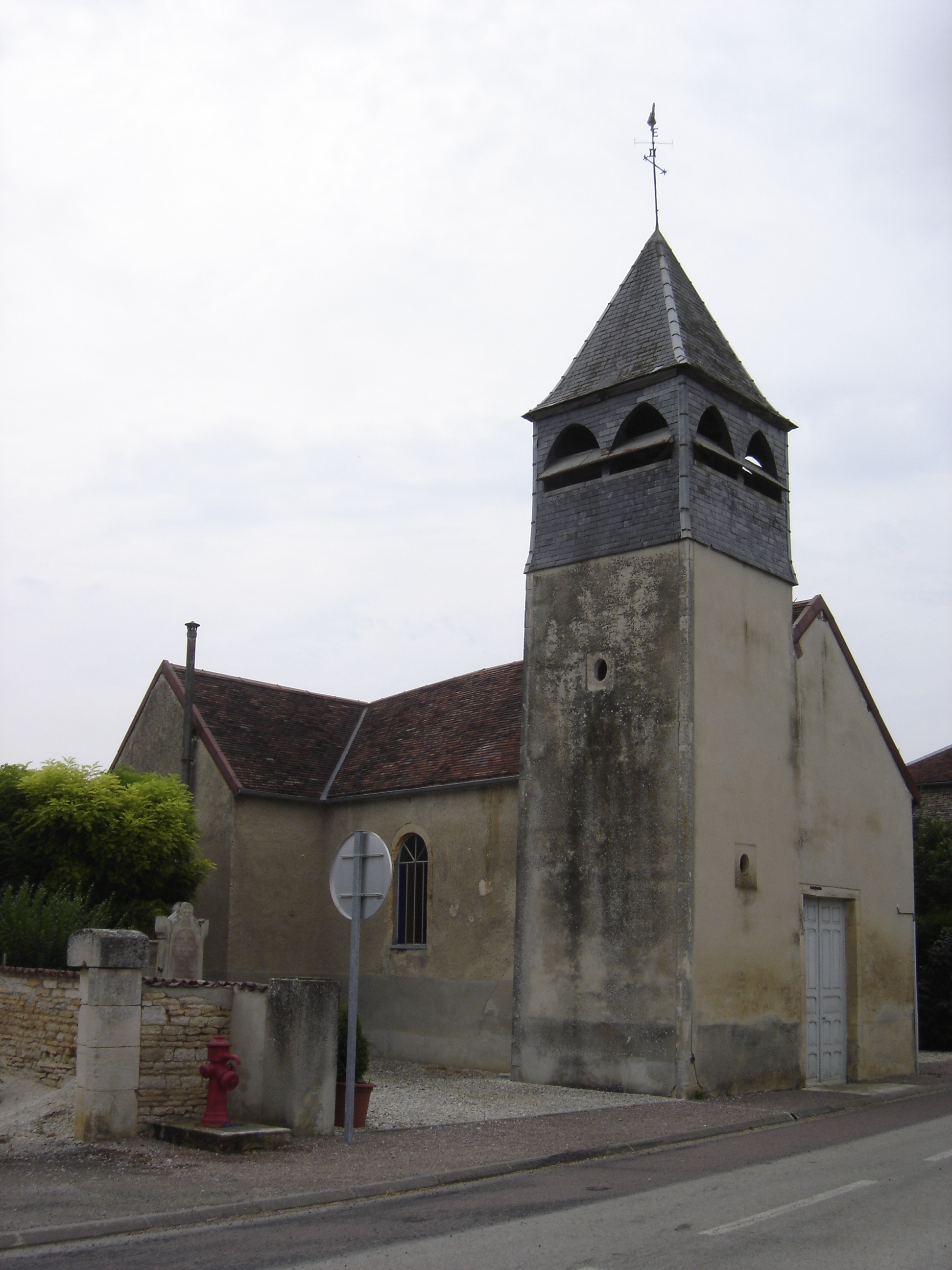
Kirche La Nativité-de-la-Notre-Dame